# 御前崎市消防本部
御前崎市消防本部（おまえざきししょうぼうほんぶ）は、静岡県御前崎市の消防部局（消防本部）。管轄区域は御前崎市全域。

## 概要
- 消防本部：御前崎市池新田5151-1
- 管内面積：65.56km2
- 職員定数：55人
- 消防署1カ所
- 出張所1カ所
- 主力機械（2010年12月31日現在）
  - 消防ポンプ自動車：1
  - 水槽付消防ポンプ自動車：1
  - 化学消防ポンプ自動車：1
  - 救急自動車：4
  - 救助工作車：1
  - 水槽車：1
  - 災害対策車：1
  - 指令車：1
  - 査察車：2
  - 連絡車：2
  - 防災車：1
  - 広報車：1
  - 資機材搬送車：1
  - 軽貨物車：1

## 沿革
- 1972年2月　榛原郡相良町、小笠郡浜岡町、榛原郡御前崎町の3町による一部事務組合（相良町外2町広域施設組合）の設置が認可される。
- 1972年4月　相良町外2町広域施設組合消防本部を設置する。
- 1973年4月　相良浜岡御前崎消防署を設置する。
- 1993年3月　新消防庁舎が落成する。
- 1996年3月　高規格救急自動車を配備し、同年4月、救急救命士の運用を開始する。
- 2004年4月　御前崎町と浜岡町が合併し御前崎市が発足する。合併に伴い、消防本部名を相良町御前崎市広域施設組合消防本部に改称する。
- 2006年10月　相良町と榛原郡榛原町が合併し牧之原市が発足する。合併に伴い、消防本部名を牧之原市御前崎市広域施設組合消防本部に改称する。
- 2010年12月　牧之原市議会・御前崎市議会において、牧之原市御前崎市広域施設組合から消防の離脱が議決される。
- 2011年4月　単独消防として、御前崎市消防本部・御前崎市消防署を設置する。牧之原市から旧相良町域の消防事務を受託する。
- 2013年4月　牧之原市相良消防本部の発足に伴い、牧之原市からの消防事務の委託が解消される。
- 2019年3月 御前崎市役所御前崎支所内に御前崎市消防署白羽出張所を開設する。

## 組織
- 本部－消防総務課、警防課、予防課、通信指令室
- 消防署－出張所

## 消防署
| 消防署         | 住所                 | 出張所                   |
| -------------- | -------------------- | ------------------------ |
| 御前崎市消防署 | 御前崎市池新田5151-1 | 白羽：御前崎市白羽6171-1 |